# Stazione meteorologica di Cernusco Lombardone
A Cernusco Lombardone sono installate due stazioni meteorologiche, entrambe con strumentazione Davis, l'una in Via Pensiero (serie dati dal 2000) ed una in Via Cantù (serie dati dal 2019). La stazione di Via Pensiero è affiliata al Centro Meteorologico Lombardo.

## Caratteristiche
Entrambe le stazioni si trovano nella zona semi-urbana di Cernusco Lombardone, comune situato nella provincia di Lecco, nelle seguenti coordinate 45° 42′ 0″ N, 9° 24′ 0″ E.
L'obiettivo di tali stazioni meteo è la rilevazione 24 ore su 24 delle informazioni su temperatura, precipitazioni, umidità relativa, eliofania (quest'ultima solo in Via Cantù), direzione e velocità del vento. 

## Microclima (a cura di Giovanni Zardoni)
Il clima di Cernusco Lombardone è simile a quello delle altre località della media e alta Brianza. La maggiore differenziazione è dovuta alla vicinanza dei primi rilievi che dalla pianura portano alle prealpi Orobiche. A circa 2,5 km verso Ovest vi è il rilievo di Montevecchia (altitudine dai 479 ai 522 metri) mentre 6 km più a Nord - Ovest vi è il rilievo ben più complesso ed esteso del cosiddetto “Monte di Brianza”, le cui vette sono l’Eremo di San Genesio (822 metri) e il Monte Crocione (872 metri). Le Prealpi Orobiche (con la vetta del Resegone, 1875 mt.) sono a meno di 19 km a Nord. 
Nella zona immediatamente a ridosso del Monte di Brianza si riscontra una piovosità decisamente più marcata rispetto a Cernusco Lombardone, soprattutto nel periodo estivo, con una maggiore incidenza di fenomeni temporaleschi. Tali fenomeni tendono poi normalmente ad estendersi verso Sud e proseguire la loro evoluzione verso Est. Nella maggior parte dei casi tale estensione non riesce a raggiungere Cernusco ma si ferma circa un paio di km più a Nord. È così che vi è una decisa differenza di apporti pluviometrici Nord - Sud nel giro di pochissimi chilometri. 
Dal punto di vista termico, la stazione può avere influssi dalla vicinanza delle abitazioni, essendo posta in un quartiere residenziale (principalmente villette a schiera con giardino). Ci possono così essere leggere differenze termiche in aumento rispetto a dati registrati in aperta campagna, nello stesso paese di Cernusco Lombardone. 
Dal punto di vista climatologico, si ha un clima con caratteristiche tipicamente continentali. Inverno freddo e asciutto, spesso battuto da venti di caduta dalle Alpi, primavera e autunno piovosi, estate calda e afosa ma abbastanza piovosa a causa di violenti fenomeni temporaleschi, talvolta associati a forti raffiche di vento. 